# Скидин, Николай Алексеевич
Николай Алексеевич Скидин (3 мая 1919, Долгинцево, Екатеринославская губерния — 31 марта 1999, Измаил, Одесская область) — капитан Советской армии, участник Великой Отечественной войны, Герой Советского Союза (1945), лишён всех званий и наград в связи с осуждением.

## Биография
Николай Скидин родился 3 мая 1919 года в посёлке станции Долгинцево (ныне — Кривой Рог Днепропетровской области Украины) в рабочей семье. До призыва в армию работал на железной дороге помощником машиниста паровоза.
В сентябре 1939 года Скидин был призван в Рабоче-крестьянскую Красную Армию Криворожским районным военным комиссариатом Днепропетровской области. Проходил службу в 122-м отдельном сапёрном батальоне 84-й стрелковой дивизии. В 1940 году дивизия была переброшена в Литовскую ССР и вошла в состав Прибалтийского особого военного округа.
С 22 июня 1941 года — на фронтах Великой Отечественной войны. Принимал участие в оборонительных боях в Прибалтике в составе 11-й армии Северо-Западного фронта. К 30 июня дивизия Скидина была окружена и разгромлена. Чудом оставшийся в живых Скидин выбрался из окружения и присоединился к советским частям. С мая 1942 года Скидин был командиром взвода 1732-го отдельного сапёрного батальона, с октября 1942 года — командиром взвода 178-го инженерного батальона Северо-Западного фронта, а с 1944 года — командиром взвода управления 64-го отдельного гвардейского сапёрного батальона 12-го гвардейского стрелкового полка 1-го Прибалтийского фронта. Принимал участие в боевых действиях во время Демянских операций 1942 и 1943 годов, Белорусской, Прибалтийской и Висло-Одерской наступательных операциях.
С марта 1945 года Скидин командовал сапёрной ротой 92-го отдельного сапёрного батальона 33-й стрелковой дивизии 12-го гвардейского стрелкового корпуса 3-й ударной армии 1-го Белорусского фронта. Отличился во время Берлинской операции. До начала наступления советских войск его рота, несмотря на вражеский огонь, сумела навести три моста через Одер. Скидин лично разведывал русло реки, отмечая места для переправ, при этом был контужен, но отказался от эвакуации в госпиталь и находился на строящейся переправе под обстрелом и бомбёжками.
16 апреля 1945 года рота Скидина проделала проходы в минных полях и проволочных заграждениях противника. Во время штурма города Лечин Скидин, находясь во главе группы из 8 бойцов, столкнулся с отрядом из 30 немецких солдат. В схватке Скидин застрелил немецкого офицера и солдата, ещё 8 вражеских солдат были убиты подчинёнными Скидина, остальные разбежались. Группа продолжила выполнение задания и сумела обеспечить проход для танков через минные поля.
В сражении за город Ной-Фриланд Скидин во главе группы бойцов захватил мост, перебив охрану и разминировал подготовленный к взрыву мост, что обеспечило успешное продвижение дивизии. В ночь на 24 апреля во время штурма Берлина Скидин, подобравшись с ящиком взрывчатки к опорному пункту противника, расположенному в укреплённом здании, подорвал здание вместе с находящимся в нём гарнизоном. В тот же день в уличном бою убил двух вражеских солдат. В ночь с 24 на 25 апреля вместе с группой бойцов сумел отразить контратаку противника, уничтожив при этом 15 немецких солдат и защитив артиллерийские орудия, временно оставшиеся без средств передвижения.
31 мая 1945 года Указом Президиума Верховного Совета СССР за «мужество и героизм, проявленные в борьбе с немецко-фашистскими захватчиками» старший лейтенант Николай Скидин был удостоен высокого звания Героя Советского Союза с вручением ордена Ленина и медали «Золотая Звезда» за номером 6760. После окончания войны служил в группе советских войск в Германии, а апреле 1946 года в звании капитана был уволен в запас по состоянию здоровья. Проживал в городе Кривой Рог, работал нормировщиком в железнодорожном цеху Криворожского металлургического завода.
В 1949 году был осуждён к 25 годам исправительно-трудовых лагерей за совершение хищения государственного имущества. 1 августа 1950 года Указом Президиума Верховного Совета СССР Скидин был лишён всех званий и наград. После освобождения проживал и работал в Измаиле. Умер 31 марта 1999 года.
Был также награждён двумя орденами Красной Звезды (1944, 1945), медалями «За отвагу», «За Победу над Германией», «За взятие Берлина».